# Capra walie
El íbice de Etiopía (Capra walie) es una especie de mamífero artiodáctilo de la familia Bovidae, en gravísimo peligro de extinción, pues quedan solo unos 500 ejemplares. Es un mamífero endémico de algunas zonas montañosas etíopes. Los cuernos, de mediana longitud, forman más o menos un medio arco circular. En la frente hay una protuberancia ósea; la barba es medianamente larga.

## Hábitat y ecología

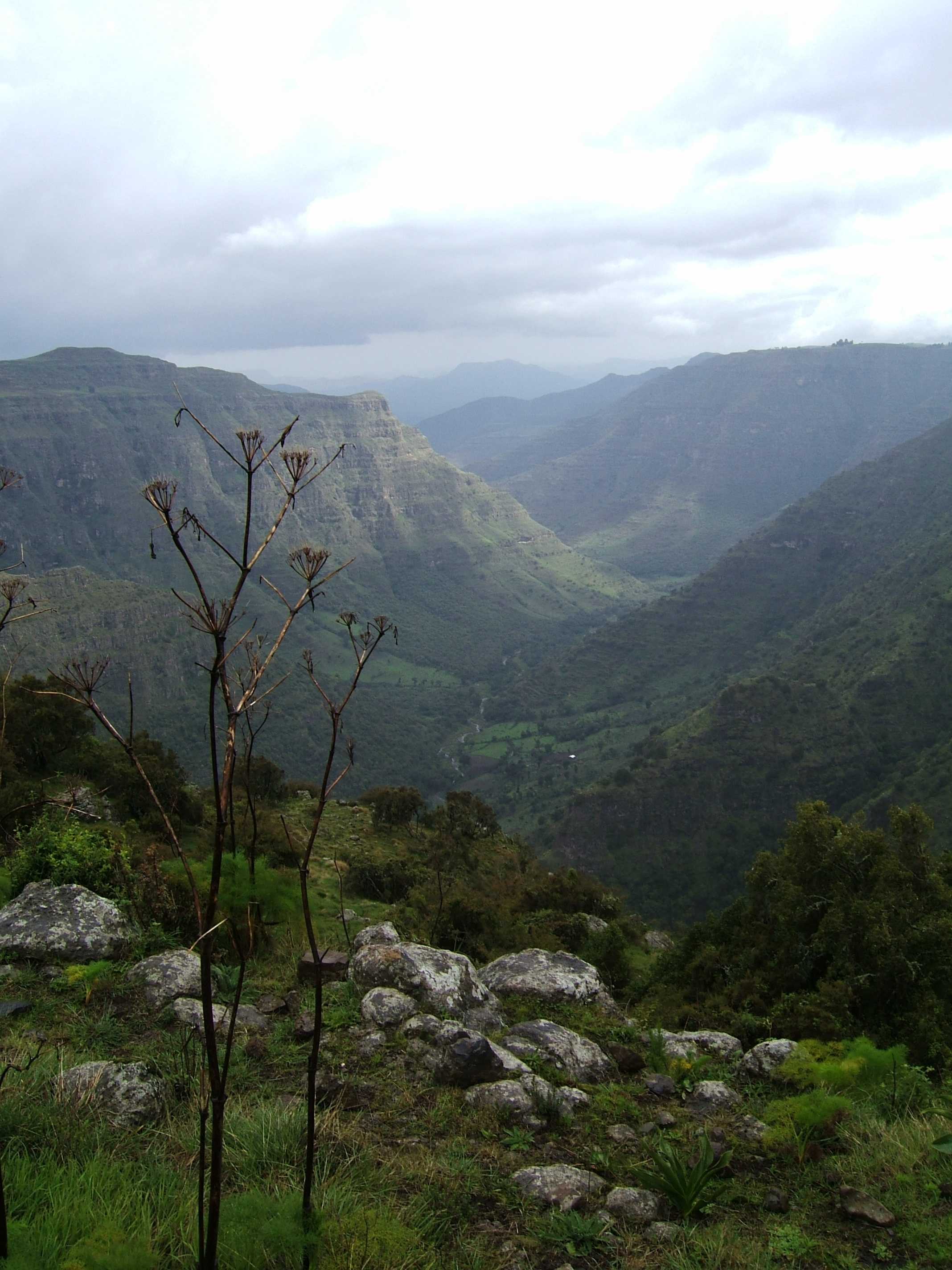
Valle en el Parque nacional de Simen.

La cabra montés de Etiopía, también llamada íbice de Etiopía, es una habitante de alta montaña en los páramos montanos de Etiopía, que vive en escarpes rocosos entre los 2.500 y 4.500 metros. Su hábitat es el bosque de montaña, las praderas subalpinas, y los matorrales, donde pastan. Su dieta incluye arbustos, líquenes, hierba y plantas trepadoras. A menudo se sostienen sobre sus patas traseras para alcanzar más altura. Muy activas por la mañana, les gusta reposar al sol en las repisas rocosas. Los machos viven en grupos separados de las hembras, que viven con sus crías en grupos de alrededor de 20 individuos. Se estima que una manada recorre habitualmente de 1,5 a 2 km al día. El periodo de celo se extiende de marzo a mayo. Los machos compiten por las hembras mediante luchas en las que chocan sus cornamentas. El periodo de gestación dura 150-165 días. Alcanzan la madurez sexual al primer año.

## Comportamiento
Es el único caprinae del África subsahariana, adaptándose al clima templado de las montañas y mesetas etíopes. Suele ser huidiza, pero cerca de los papiones geladas se muestran un poco más confiadas. Fueron nombradas animal nacional de Etiopía, y según estudios, descienden de íbices europeos que en el pleistoceno migraron a África, evolucionando por caminos diferentes. Entre sus depredadores encontramos a las águilas, y ocasionalmente los lobos etíopes, también en gran riesgo de extinguirse.

## Amenazas y situación actual
Sus efectivos se estiman en unos 500 ejemplares. La especie no ha podido soportar la presión conjunta de la caza furtiva y la pérdida de su hábitat. Sin embargo, la población de la especie he mejorado en los últimos decenios: era de entre 150 y 200 individuos en los años 1960. La creación del Parque nacional de Simen en 1969 contribuyó a su supervivencia. Sin embargo, se estima que el parque no puede albergar más de unos 2000 individuos, así que la supervivencia de la especie a largo plazo es muy delicada.
Algunos zoos llevan a cabo un programa de cría en cautividad (los efectivos en régimen de cautividad y semilibertad se acercan a los 300 animales en el año 2000), principalmente en Oriente próximo.